# Otage
Pour les articles homonymes, voir Otage (homonymie).

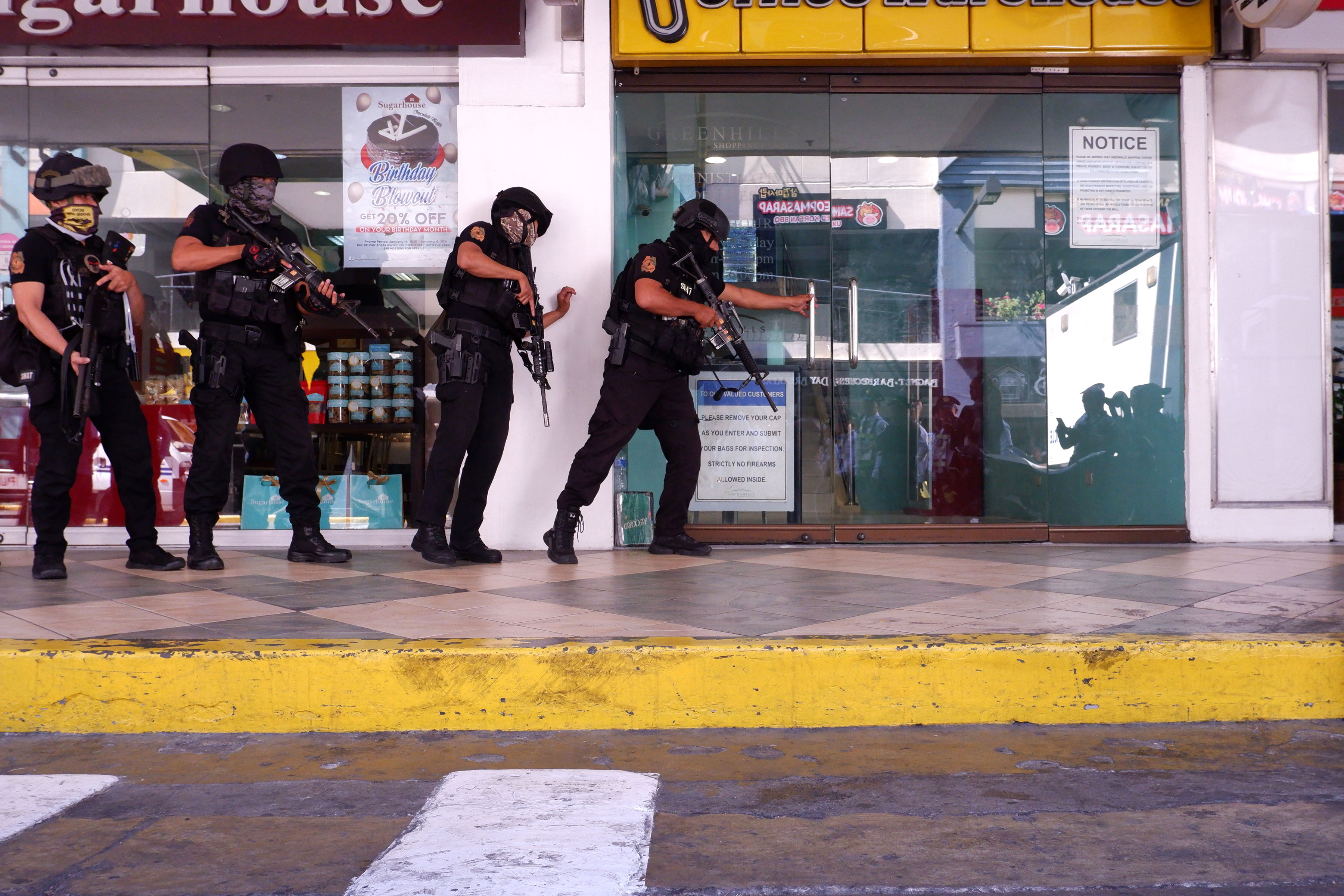
Des membres de la police d'intervention (SWAT) et de la Police nationale philippine (PNP) prennent position dans l'une des entrées d'un centre commercial lors d'une prise d'otages dans la ville de San Juan

Un otage est une personne retenue prisonnière par un preneur d'otage, et dont la vie sauve et la libération dépendent d'une exigence à remplir par une tierce partie. Les armées en guerre ont souvent, par le passé, recouru à cette pratique en territoire ennemi pour assurer la sécurité de leurs troupes ou réprimer des actes hostiles. Ce fut notamment le cas durant les deux Guerres mondiales.
Quand le motif est apolitique et ne vise qu'à l'obtention d'une rançon, on parle d'enlèvement, de kidnapping ou de rapt. Dans d'autres cas, il s'agit d'une forme de terrorisme visant à la libération de prisonniers, à la livraison d'armes, à l'impunité des ravisseurs.

## Étymologie
Il y a débat autour de l'étymologie du mot "otage".
« Certains font dériver « otage » du mot latin obses, qui veut dire « gage » ; d'autres, de hospes, caractérisant celui qui offre l'hospitalité ou la reçoit. Hospes a donné le français hôte et existe sous sa variante hostis, qui signifie aussi l'ennemi ».
En germanique, ghil ou ghisil signifie « otage » ou « héritier ». Il a donné les prénoms Gilbert, Gilles, Gisèle, Ghislain (ou Guislain).
Une autre définition du terme " otage " est issu de la famille de hôte, hôtel... (h)ostage. L'otage (souvent un fils ou des vassaux) était forcé de loger dans la « demeure » du vainqueur et garantissait que le vaincu allait appliquer les conditions du traité de paix. Exemple : les fils de François Ier, otages de Charles Quint.

## Historique
Les prises d'otages ont toujours existé dans l'histoire, en tant qu'arme de guerre mais ne recouvraient pas toujours une notion négative. Selon l'historien Gilles Ferragu, la fonction des otages était également de « garantir une relation de confiance ».
Ainsi, la pratique des otages donnés voulait qu'un pays vaincu ou qui s'engageait à quelque chose fournisse des otages (souvent de haut rang) au vainqueur ou à celui envers qui il s'engageait (parfois un allié) comme garanties en attendant que toutes les obligations qu'il avait soient remplies. Ce type d'otages s'apparente à des hôtes et ceux-ci sont bien traités, bénéficiant d'un cadre de vie semblable à celui qu'ils ont quitté.
Si les otages de guerre sont une pratique qui remonte à l'Antiquité, la prise d'otages civils est plus récente.

### Antiquité
Dans l'Antiquité, les otages étaient parfois offerts à un autre État pour garantir un traité. Cette pratique était utilisée par plusieurs civilisations :
Dans l'Egypte Antique, pharaon s'assurait ainsi de la loyauté des vaincus ou d'une protection contre des pays potentiellement dangereux, en retenant des membres éminents de ceux-ci.
Chez les romains, Aetius fut otage romain chez les Wisigoths mais aussi dans l'autre sens, Arminius fut otage chérusque chez les Romains. Les otages étaient des personnes de valeur, souvent des enfants, considérés comme les garants de la sécurité de leur "hôte". Ces personnes de valeur, comme Philippe de Macédoine, le père d'Alexandre le Grand, otage de Thèbes, ou encore Vercingétorix, étaient traitées selon leur rang. Au Ve siècle av. J.-C., les Spartiates faits prisonniers après la bataille de Sphactérie sont utilisés par Athènes comme otages, mais dans un seul but : priver Sparte de sa supériorité militaire en les gardant prisonniers.
Le jeune Jules César fut capturé par des pirates en Cilicie, contre une rançon dont il jugea vexante la modestie.

### Moyen Âge
Au Moyen Âge, les otages sont majoritairement utilisés dans un but purement pécuniaire, la valeur marchande des otages étant déterminée par leur rang, comme chez les Vikings.
Guy de Lusignan, roi latin de Jérusalem, est fait prisonnier par Saladin, ce dernier le traitant selon son rang de souverain en attendant le versement d'une rançon. C'est le cas également de Jean le Bon otage d'Édouard III à Bordeaux puis à Londres.
En 1347, les bourgeois de Calais se livrent en otages au roi Édouard III d'Angleterre, et sauvent ainsi la ville de la destruction.
La durée de la captivité peut varier. A titre d'exemple, Jean d’Orléans, livré à 12 ans au duc de Clarence en 1412 et libéré en 1445, a été captif pendant 33 ans.
Il existe des ordres religieux spécialisés dans la négociation d'otages : Ordre de la Très-Sainte Trinité, Ordre de Notre-Dame-de-la-Merci dont la mission principale est le rachat des chrétiens captifs des pirates barbaresques.

### Siècle des Lumières
Au XVIIIe siècle, la pratique de prendre des otages comme garantie devient obsolète. À la Révolution française, l'otage devient une cible : Loi des suspects du 17 septembre 1793, loi des otages du 12 juillet 1799 en vertu de laquelle les administrations des départements où avaient lieu des troubles politiques peuvent arrêter comme otages, les parents des émigrés et les adversaires notoires de la République.

### XIXesiècle
Le 5 avril 1871, la Commune de Paris publie le « décret des otages » précisant « que toutes personnes prévenues de complicité avec le gouvernement de Versailles […] seront les otages du peuple de Paris ». Selon l’article 5, « Toute exécution d’un prisonnier de guerre ou d’un partisan du gouvernement régulier de la Commune de Paris sera, sur-le-champ, suivie de l’exécution d’un nombre triple des otages retenus […] et qui seront désignés par le sort ».

### Première Guerre mondiale
Pendant l'occupation allemande dans le nord-est de la France, un certain nombre de civils furent pris en otages comme Jean-Baptiste Langlet, maire de Reims, et certains fusillés, actes dénoncés par les Français comme atrocités allemandes.
Dès leur installation dans la région lilloise le 13 octobre 1914, les Allemands commettent des exactions multiples, paralysant la vie économique de la région. Des otages ont également été capturés, "toutes classes confondues, exilés au camp de Gustrow ou à la forteresse de Rastad". Les Allemands quitteront la région le 17 octobre 1918

### Guerre civile russe (1918-1921)
En décembre 1920, la révolution russe est confrontée à une forte résistance, la guerre civile est partout. Le gouvernement des soviets annonce dans la Pravda et les Izvestia qu'il considère ses prisonniers de la Garde blanche et des groupes Savinkov et Wrangel comme des otages : en cas d'attaque contre les chefs des soviets, ils seront « exterminés sans merci ». Lisant cela, Pierre Kropotkine, l'anarchiste, s'adresse aussitôt à Lénine : « Respecté Vladimir Iltich, n'y a-t-il personne autour de vous pour rappeler à vos camarades que de telles mesures sont un retour aux pires périodes du Moyen Âge ? Quiconque se soucie de l'avenir du communisme ne peut y recourir. Personne n'a-t-il expliqué ce qu'est réellement un otage ? Un otage est détenu non pas en punition de quelque crime mais pour exercer un chantage sur l'ennemi avec sa mort. Vos camarades ne comprennent-ils pas que pour les otages et leurs familles, cela équivaut à une restauration de la torture ? N'y verra-t-on pas le signe que vous considérez votre expérience communiste comme un échec et que ce n'est plus tant ce système qui vous est si cher que vous essayez de sauver mais votre propre peau ? »
La guerre civile russe est d'une violence extrême. Dans une analyse sur les violences commises pendant cette période, Nicolas Werth  analyse les raisons de cette violence, basée sur un clivage amis/ennemis du peuple: "Bien plus que la simple canalisation d’une violence sociale, la « terreur de masse » se déploie et se développe comme une politique volontariste, théorisée et revendiquée, sans la moindre inhibition, comme un acte de régénération du corps social. Elle s’affirme comme l’instrument d’une politique d’hygiène sociale visant à éliminer de la nouvelle société en construction des groupes définis comme « ennemis »."
La prise d'otages devient un instrument de terreur du pouvoir pendant la période dite de la "Terreur Rouge", initiée par les bolcheviks.
En septembre 1918, en représailles à un double attentat contre Ouritskiii, chef de la Tcheka de Petrograd et contre Lénine, "environ 1300 « otages de la bourgeoisie », détenus dans les prisons de Petrograd et de Kronstadt, sont massacrés par des détachements de la Tcheka."
D'autres exécutions massives « d’otages de la bourgeoisie » se dérouleront dans plusieurs villes du pays entre septembre et octobre 1918. Le nombre estimé de ces victimes se situe entre 10 000 à 15 000 victimes.

### Seconde Guerre mondiale

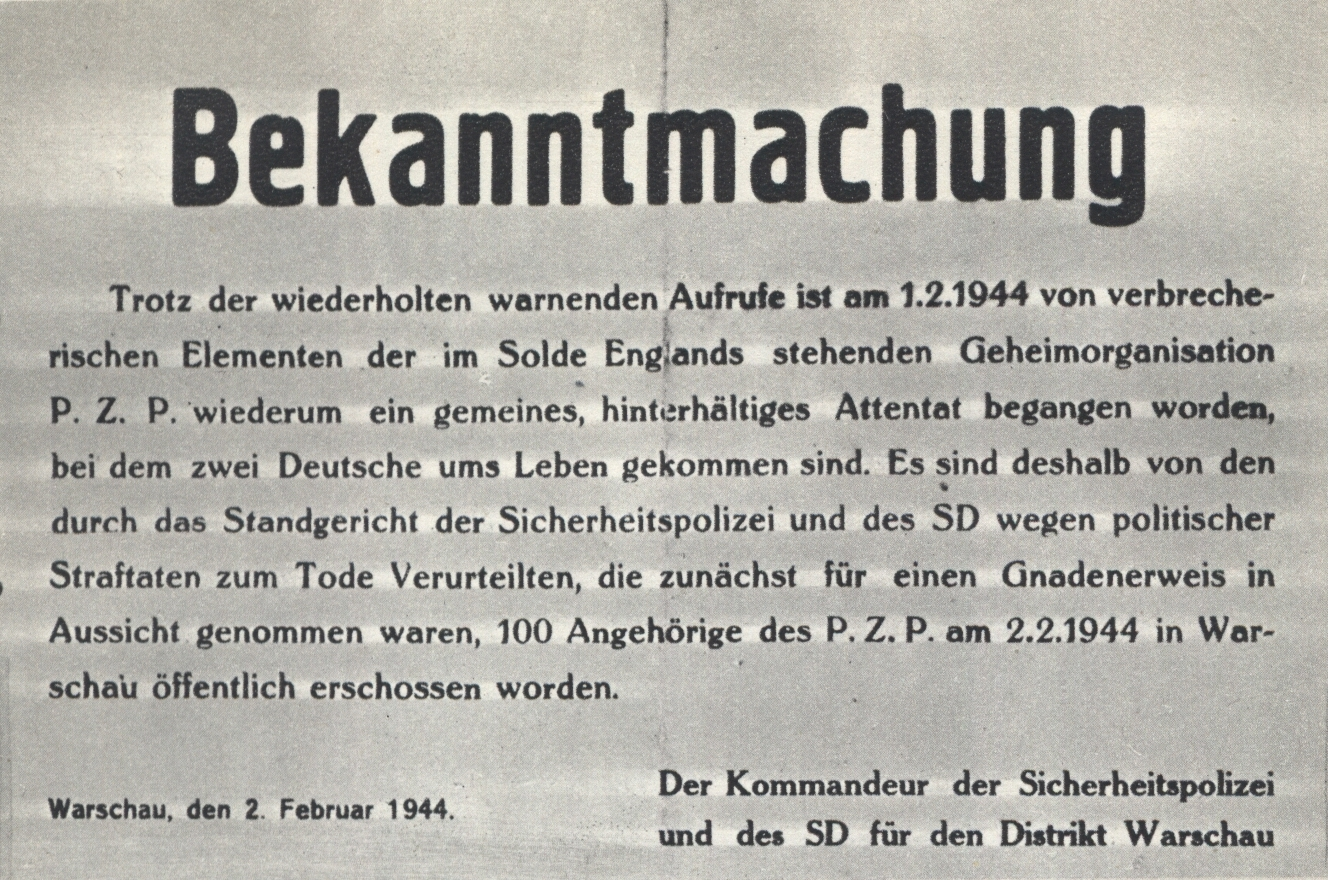
Annonce allemande de l'exécution de 100 otages polonais en représailles de la mort de deux soldats allemands à Varsovie, en Pologne occupée, pendant la Seconde Guerre mondiale (février 1944).

Depuis le 19 juin 1940, la répression allemande dans la France occupée se traduit par des prises d'otages à la journée, sans les fusiller. Cette répression se radicalise après le 21 août 1941 qui voit le communiste Pierre Georges, futur colonel Fabien, aidé de Gilbert Brustlein abattre un officier allemand, l'aspirant Moser au métro Barbès, à Paris. Dès le lendemain, les Allemands font de tous leurs prisonniers des otages afin de tenter d'enrayer la nouvelle extension de ces actions de résistance.
Le 16 septembre 1941, Hitler fait donner le « décret Keitel » qui préconise la peine de mort pour tous les délits à l'encontre de la puissance d'occupation allemande et fixe à 50 ou 100 le nombre d'otages à exécuter pour la mort d'un soldat allemand. Publié le 28 septembre par le MBH, un « code des otages » précise les règles du « choix » des victimes potentielles, le ministre de l'Intérieur de Vichy, Pierre Pucheu, suggérant aux Allemands les noms de ces otages.

## Aspects juridiques
En décembre 1979, l'Assemblée générale des Nations unies adopte, à l'unanimité, la convention internationale contre la prise d'otages.

## Otages notables

### Otages français
| Otage                                                                   | Date              | Lieux         | Auteur                                                        | Situation                             | Temps de détention         |
| ----------------------------------------------------------------------- | ----------------- | ------------- | ------------------------------------------------------------- | ------------------------------------- | -------------------------- |
| Marcel Carton                                                           | 22 mars 1985      | Liban         | Organisation du Jihad islamique (Affaire des otages du Liban) | libéré le 4 mai 1988                  | 3 ans, 1 mois et 13 jours  |
| Marcel Fontaine                                                         | 22 mars 1985      | Liban         | Organisation du Jihad islamique (Affaire des otages du Liban) | libéré le 4 mai 1988                  | 3 ans, 1 mois et 13 jours  |
| Jean-Paul Kauffmann                                                     | 22 mai 1985       | Liban         | Organisation du Jihad islamique (Affaire des otages du Liban) | libéré le 4 mai 1988                  | 2 ans, 11 mois et 13 jours |
| Michel Seurat                                                           | 22 mai 1985       | Liban         | Organisation du Jihad islamique (Affaire des otages du Liban) | exécuté le 6 mars 1986                | 9 mois et 15 jours         |
| Marcel Coudari                                                          | 2 mars 1986       | Liban         | Organisation du Jihad islamique (Affaire des otages du Liban) | libéré le 11 novembre 1986            | 8 mois et 9 jours          |
| Philippe Rochot                                                         | 8 mars 1986       | Liban         | Organisation du Jihad islamique (Affaire des otages du Liban) | libéré le 7 juin 1986                 | 2 mois et 30 jours         |
| Georges Hansen                                                          | 8 mars 1986       | Liban         | Organisation du Jihad islamique (Affaire des otages du Liban) | libéré le 7 juin 1986                 | 2 mois et 30 jours         |
| Aurel Cornéa                                                            | 8 mars 1986       | Liban         | Organisation du Jihad islamique (Affaire des otages du Liban) | libéré le 24 décembre 1986            | 9 mois et 16 jours         |
| Jean-Louis Normandin                                                    | 8 mars 1986       | Liban         | Organisation du Jihad islamique (Affaire des otages du Liban) | libéré le 27 novembre 1987            | 1 an, 8 mois et 19 jours   |
| Camille Sontag                                                          | 7 mai 1986        | Liban         | Organisation du Jihad islamique (Affaire des otages du Liban) | libéré le 10 novembre 1986            | 6 mois et 3 jours          |
| Roger Auque                                                             | 13 janvier 1987   | Liban         | Organisation du Jihad islamique (Affaire des otages du Liban) | libéré le 27 novembre 1987            | 10 mois et 14 jours        |
| François Barthelet                                                      | 20 septembre 1993 | Algérie       | Groupe islamique armé                                         | exécutés le 21 septembre 1993         | 1 jour                     |
| Emmanuel Didion                                                         | 20 septembre 1993 | Algérie       | Groupe islamique armé                                         | exécutés le 21 septembre 1993         | 1 jour                     |
| Jean-Pierre Manière                                                     | 2 octobre 1994    | Algérie       | Groupe islamique armé                                         | exécuté le 8 octobre 1994             | 6 jours                    |
| Christian de Chergé                                                     | 27 mars 1996      | Algérie       | Groupe islamique armé                                         | exécutés le 30 mai 1996               | 2 mois et 3 jours          |
| Luc Dochier                                                             | 27 mars 1996      | Algérie       | Groupe islamique armé                                         | exécutés le 30 mai 1996               | 2 mois et 3 jours          |
| Bruno Lemarchand                                                        | 27 mars 1996      | Algérie       | Groupe islamique armé                                         | exécutés le 30 mai 1996               | 2 mois et 3 jours          |
| Célestin Ringeard                                                       | 27 mars 1996      | Algérie       | Groupe islamique armé                                         | exécutés le 30 mai 1996               | 2 mois et 3 jours          |
| Paul Favre-Miville                                                      | 27 mars 1996      | Algérie       | Groupe islamique armé                                         | exécutés le 30 mai 1996               | 2 mois et 3 jours          |
| Christophe Lebreton                                                     | 27 mars 1996      | Algérie       | Groupe islamique armé                                         | exécutés le 30 mai 1996               | 2 mois et 3 jours          |
| Michel Fleury                                                           | 27 mars 1996      | Algérie       | Groupe islamique armé                                         | exécutés le 30 mai 1996               | 2 mois et 3 jours          |
| Sonia Wendling                                                          | 23 avril 2000     | Malaisie      | Abou Sayyaf (2000 Sipadan kidnappings (en))                   | libérée le 27 août 2000               | 4 mois                     |
| Marie Moarbes                                                           | 23 avril 2000     | Malaisie      | Abou Sayyaf (2000 Sipadan kidnappings (en))                   | libérée le 27 août 2000               | 4 mois                     |
| Stephane Loisy                                                          | 23 avril 2000     | Malaisie      | Abou Sayyaf (2000 Sipadan kidnappings (en))                   | libéré le 9 septembre 2000            | 4 mois                     |
| Maryse Burgot                                                           | 9 juillet 2000    | Malaisie      | Abou Sayyaf (2000 Sipadan kidnappings (en))                   | libérée le 27 août 2000               | 2 mois                     |
| Jean-Jacques Le Garrec                                                  | 9 juillet 2000    | Malaisie      | Abou Sayyaf (2000 Sipadan kidnappings (en))                   | s’échappe le 20 septembre 2000        | 3 mois                     |
| Roland Madura                                                           | 9 juillet 2000    | Malaisie      | Abou Sayyaf (2000 Sipadan kidnappings (en))                   | s’échappe le 20 septembre 2000        | 3 mois                     |
| Íngrid Betancourt                                                       | 23 février 2002   | Colombie      | FARC                                                          | libérée le 2 juillet 2008             | 6 ans, 4 mois et 7 jours   |
| Georges Malbrunot                                                       | 20 août 2004      | Irak          | Armée islamique en Irak                                       | libéré le 21 décembre 2004            | 4 mois et 1 jour           |
| Christian Chesnot                                                       | 20 août 2004      | Irak          | Armée islamique en Irak                                       | libéré le 21 décembre 2004            | 4 mois et 1 jour           |
| Florence Aubenas (Prise en otage de Florence Aubenas et Hussein Hanoun) | 5 janvier 2005    | Irak          | Armée islamique en Irak                                       | libérée le 11 juin 2005               | 5 mois et 6 jours          |
| Bernard Planche                                                         | 5 décembre 2005   | Irak          | Armée islamique en Irak                                       | libéré le 7 janvier 2006              | 1 mois et 2 jours          |
| Denis Alex                                                              | 14 juillet 2009   | Somalie       | Harakat al-Chabab al-Moudjahidin                              | exécuté le 11 janvier 2013            | 3 ans, 5 mois et 28 jours  |
| Pierre Camatte                                                          | 25 novembre 2009  | Mali          | Al-Qaïda au Maghreb islamique                                 | libéré le 23 février 2010             | 2 mois et 28 jours         |
| Hervé Ghesquière                                                        | 29 décembre 2009  | Afghanistan   | Talibans                                                      | libéré le 29 juin 2011                | 1 an et 6 mois             |
| Stéphane Taponier                                                       | 29 décembre 2009  | Afghanistan   | Talibans                                                      | libéré le 29 juin 2011                | 1 an et 6 mois             |
| Michel Germaneau                                                        | 20 avril 2010     | Niger         | Al-Qaïda au Maghreb islamique                                 | exécuté le 11 juillet 2010            | 2 mois et 21 jours         |
| Jérémie Bellanger                                                       | 29 août 2010      | Bolivie       | -                                                             | exécutés le 29 août 2010              | 1 jour                     |
| Fannie Blancho                                                          | 29 août 2010      | Bolivie       | -                                                             | exécutés le 29 août 2010              | 1 jour                     |
| Françoise Larribe                                                       | 16 septembre 2010 | Niger         | Al-Qaïda au Maghreb islamique                                 | libérée le 24 février 2011            | 5 mois et 8 jours          |
| Thierry Dol                                                             | 16 septembre 2010 | Niger         | Al-Qaïda au Maghreb islamique                                 | libéré le 29 octobre 2013             | 3 ans, 1 mois et 13 jours  |
| Daniel Larribe                                                          | 16 septembre 2010 | Niger         | Al-Qaïda au Maghreb islamique                                 | libéré le 29 octobre 2013             | 3 ans, 1 mois et 13 jours  |
| Marc Feret                                                              | 16 septembre 2010 | Niger         | Al-Qaïda au Maghreb islamique                                 | libéré le 29 octobre 2013             | 3 ans, 1 mois et 13 jours  |
| Pierre Legrand                                                          | 16 septembre 2010 | Niger         | Al-Qaïda au Maghreb islamique                                 | libéré le 29 octobre 2013             | 3 ans, 1 mois et 13 jours  |
| Antoine de Léocour                                                      | 7 janvier 2011    | Niger         | Al-Qaïda au Maghreb islamique                                 | exécuté le 8 janvier 2011             | 1 jour                     |
| Vincent Delory                                                          | 7 janvier 2011    | Niger         | Al-Qaïda au Maghreb islamique                                 | tué par erreur le 8 janvier 2011      | 1 jour                     |
| Stéphane Frantz di Rippel                                               | 4 avril 2011      | Côte d'Ivoire | Milice pro « Gbagbo »                                         | exécutés le 2 juin 2011               | 1 mois et 28 jours         |
| Yves Lambelin                                                           | 4 avril 2011      | Côte d'Ivoire | Milice pro « Gbagbo »                                         | exécutés le 2 juin 2011               | 1 mois et 28 jours         |
| Marie Dedieu                                                            | 30 septembre 2011 | Kenya         | Harakat al-Chabab al-Moudjahidin                              | morte en détention le 19 octobre 2011 | 20 jours                   |
| Philippe Verdon                                                         | 24 novembre 2011  | Mali          | Al-Qaïda au Maghreb islamique                                 | exécuté le 19 mars 2013               | 1 an, 3 mois et 25 jours   |
| Serge Lazarevic                                                         | 24 novembre 2011  | Mali          | Al-Qaïda au Maghreb islamique                                 | libéré le 9 décembre 2014             | 3 ans et 15 jours          |
| Gilberto Leal                                                           | 20 novembre 2012  | Mali          | MUJAO                                                         | mort en détention le 22 avril 2014    | 1 an, 5 mois et 2 jours    |
| Francis Collomp                                                         | 19 décembre 2012  | Nigeria       | Ansaru                                                        | libéré le 18 novembre 2013            | 10 mois et 335 jours       |
| Yann Desjeux                                                            | 16 janvier 2013   | Algérie       | Les Signataires par le sang                                   | exécuté le 19 janvier 2013            | 3 jours                    |
| Didier François                                                         | 6 juin 2013       | Syrie         | État islamique en Irak et au Levant                           | libéré le 19 avril 2014               | 10 mois 13 jours           |
| Édouard Élias                                                           | 6 juin 2013       | Syrie         | État islamique en Irak et au Levant                           | libéré le 19 avril 2014               | 10 mois 13 jours           |
| Corinne Dechauffour                                                     | 21 septembre 2013 | Kenya         | Harakat al-Chabab al-Moudjahidin                              | exécutées le 24 septembre 2013        | 3 jours                    |
| Anne Dechauffour                                                        | 21 septembre 2013 | Kenya         | Harakat al-Chabab al-Moudjahidin                              | exécutées le 24 septembre 2013        | 3 jours                    |
| Ghislaine Dupont                                                        | 2 novembre 2013   | Mali          | Al-Qaïda au Maghreb islamique                                 | exécutée le 2 novembre 2013           | 1 jour                     |
| Claude Verlon                                                           | 2 novembre 2013   | Mali          | Al-Qaïda au Maghreb islamique                                 | exécutée le 2 novembre 2013           | 1 jour                     |
| Hervé Gourdel                                                           | 22 septembre 2014 | Algérie       | Soldats du califat en Algérie                                 | exécuté le 23 septembre 2014          | 2 jours                    |
| Isabelle Prime                                                          | 24 février 2015   | Yémen         | Al-Qaïda dans la péninsule arabique                           | libérée le 7 août 2015                | 5 mois et 11 jours         |
| Nourane Houas                                                           | 1er décembre 2015 | Yémen         | Al-Qaïda dans la péninsule arabique                           | libérée le 3 octobre 2016             | 10 mois et 2 jours         |
| Sophie Pétronin                                                         | 24 décembre 2016  | Mali          | GDSIM                                                         | libérée le 8 octobre 2020             | 3 ans, 9 mois et 16 jours  |
| Laurent Lassimouillas                                                   | 1er mai 2019      | Bénin         | État islamique dans le Grand Sahara                           | libéré le 10 mai 2019                 | 10 jours                   |
| Patrick Picque                                                          | 1er mai 2019      | Bénin         | État islamique dans le Grand Sahara                           | libéré le 10 mai 2019                 | 10 jours                   |
| Antoine Brochon                                                         | 20 janvier 2020   | Irak          | Milice chiite Irakienne                                       | libéré le 26 mars 2020                | 2 mois et 6 jours          |
| Julien Dittmar                                                          | 20 janvier 2020   | Irak          | Milice chiite Irakienne                                       | libéré le 26 mars 2020                | 2 mois et 6 jours          |
| Alexandre Goodarzy                                                      | 20 janvier 2020   | Irak          | Milice chiite Irakienne                                       | libéré le 26 mars 2020                | 2 mois et 6 jours          |
| Olivier Dubois                                                          | 8 avril 2021      | Mali          | Groupe de soutien à l'islam et aux musulmans                  | libéré le 20 mars 2023                | 1 an, 11 mois et 12 jours  |
| Eithan Yahalomi                                                         | 7 octobre 2023    | Israël        | Hamas                                                         | libérés le 27 novembre 2023           | 1 mois et 20 jours         |
| Erez Calderon                                                           | 7 octobre 2023    | Israël        | Hamas                                                         | libérés le 27 novembre 2023           | 1 mois et 20 jours         |
| Sahar Calderon                                                          | 7 octobre 2023    | Israël        | Hamas                                                         | libérés le 27 novembre 2023           | 1 mois et 20 jours         |
| Mia Schem                                                               | 7 octobre 2023    | Israël        | Hamas                                                         | libérée le 30 novembre 2023           | 1 mois et 23 jours         |
| Eliya Toledano                                                          | 7 octobre 2023    | Israël        | Hamas                                                         | mort en détention le 15 décembre 2023 | 2 mois et 8 jours          |
| Orion Radoux                                                            | 7 octobre 2023    | Israël        | Hamas                                                         | mort en détention le 24 mai 2024      | 4 mois et 14 jours         |
| Ofer Calderon                                                           | 7 octobre 2023    | Israël        | Hamas                                                         | libéré le 1er février 2024            | 484 jours                  |
| Ohad Yahalomi                                                           | 7 octobre 2023    | Israël        | Hamas                                                         | mort en détention-Date inconnu        | Environ un an              |

### Otages américains
- David Dodge, vice-président de l'Université américaine de Beyrouth (AUB) (19 juillet 1982 – libéré le 20 juillet 1983)
- Frank Reiger, professeur à l'AUB (11 février 1984 – libéré le 16 avril 1984).
- Jeremy Levin, journaliste, chef du bureau de CNN (7 mars 1984 – a réussi à s'évader le 18 février 1985).
- William Buckley, chef du bureau de la CIA au Liban (16 mars 1984 – mort probablement en 1985, sous la torture). Ses restes ont été retrouvés le 27 décembre 1991 dans la banlieue sud de Beyrouth.
- Benjamin Weir, pasteur protestant (8 mai 1984 – libéré le 19 septembre 1985).
- Peter Kilburn, bibliothécaire à l'AUB (3 décembre 1984 - assassiné le 18 avril 1986).
- Lawrence Martin Jenco, prêtre catholique, directeur du Catholic Relief Services (9 janvier 1985 – libéré le 24 juillet 1986).
- Terry Anderson, journaliste, chef du bureau Moyen-Orient de l'Associated Press (16 mars 1985 – libéré le 4 décembre 1991).
- David Jacobsen, directeur de l'Hôpital Américain de Beyrouth (28 mai 1985 - libéré le 2 novembre 1986)
- Thomas Sutherland, doyen de la Faculté d'agronomie de l'AUB (9 juin 1985 – libéré le 18 novembre 1991)
- Frank Reed, directeur de la Lebanese International School (9 septembre 1986] – libéré le 1er mai 1990)
- Joseph Cicippio, comptable à l'AUB, enlevé sur le campus (12 septembre 1986 – libéré le 2 décembre 1991)
- Edward Tracy, écrivain (21 octobre 1986 - libéré le 11 août 1991).
- Alann Steen, professeur au Beirut University College (24 janvier 1987 – libéré le 3 décembre 1991).
- Robert Polhill, professeur au Beirut University College (24 janvier 1987 – libéré le 22 avril 1990).
- Jesse Turner, professeur au Beirut University College (24 janvier 1987 – libéré le 21 octobre 1991).
- William Higgins, lieutenant-colonel de la marine américaine, commandant en chef adjoint de l'ONUST, l'Organisation des Nations unies pour la supervision de la trêve (17 février 1988 – sa mort, probablement sous la torture, a été annoncée le 6 juillet 1990). Son corps a été retrouvé le 24 décembre 1991.

### Otages britanniques
- James Richard Cross, diplomate britannique, enlevé par le FLQ (5 octobre 1970 - libéré le  3 décembre 1970).
- Geoffrey Nash, chercheur (14 mars 1985 – libéré le 28 mars 1985).
- Brian Levick (15 mars 1985 – libéré le 30 mars 1985).
- Alec Collett, journaliste et fonctionnaire à l'UNRWA (25 mars 1985 – son corps a été retrouvé le 18 avril 1986).
- Brian Keenan, anglo-irlandais, professeur à l'AUB, enlevé sur le campus de l'université (11 avril 1986 – libéré le 24 août 1990)
- John McCarthy, journaliste (17 avril 1986 – libéré le 8 août 1991).
- Terry Waite, envoyé spécial de l'archevêque de Canterbury, chef de l'Église anglicane, pour négocier la libération de John McCarthy. En dépit des interventions de son Église auprès des autorités iraniennes, il sera l'un des derniers otages à être libérés par le Hezbollah (20 janvier 1987 – 18 novembre 1991).
- Jackie Mann, 77 ans, britannique (12 mai 1989 – libéré le 23 septembre 1991).

### Otages d'autres nationalités
- Alberto Molinari, cadre commercial italien, (11 septembre 1985 – son corps n'a jamais été retrouvé).
- Rudolf Cordes, Allemand (17 janvier 1987 - libéré le 12 septembre 1988).
- Alfred Schmidt, Allemand (20 janvier 1987 - libéré le 7 septembre 1987).
- Mitheleshvara Singh, Indien, professeur à l'AUB (24 janvier 1987 – libéré le 3 octobre 1988).
- Mellissa Fung, canadienne, journaliste (12 octobre - 8 novembre 2008)

### Otages en Irak
Saddam Hussein prit en otage des familles de ressortissants étrangers et les plaça sur des sites stratégiques pour prévenir des bombardements. Il utilisa aussi ces otages pour les médiatiser en se montrant à la télévision avec un enfant. En Irak, et sous l'occupation américaine, un très grand nombre d'otages sont pris par diverses factions politiques en guérilla ou plus souvent encore à des fins crapuleuses. Quelques-uns ont malheureusement été exécutés.
Le 20 août 2004, deux journalistes français Christian Chesnot, Georges Malbrunot et leur chauffeur irakien, sont enlevés par l'Armée islamique en Irak, au sud de Bagdad. Une campagne internationale se développe en faveur de la libération des otages : Les représentants des musulmans de France, l'association des oulémas musulmans d'Irak (en), Yasser Arafat ou encore Abbassi Madani demandent la libération des deux journalistes français. Une manifestation de soutien a eu lieu le 30 août à Paris. Le 15 septembre 2004, des dizaines de personnes ont manifesté dans les rues de la capitale irakienne pour exiger la libération des deux journalistes français pris en otages. Les ravisseurs réclament l’abrogation de la loi sur les signes religieux dans les écoles publiques françaises qualifiée d'« injustice et une agression contre l'islam et la liberté personnelle dans le pays de la liberté présumée ». Ils sont finalement libérés le 21 décembre 2004. Florence Aubenas et son guide Hussein Hanoun, enlevés le5 janvier et libérés le 11 juin 2005. Bernard Planche, qui travaille pour l'ONG AACCESS dans le secteur économique et social a été enlevé le 5 décembre 2005 par des inconnus armés dans le quartier résidentiel de Mansour, à l'ouest de Bagdad, alors qu'il sortait de chez lui pour aller travailler et libéré le 7 janvier 2006.
Plusieurs otages américains ont été recensés dans ce pays. Nick Berg, homme d'affaires, a été enlevé en avril 2004, le 11 mai une vidéo d'Al-Qaida en Irak montre sa décapitation. Le sergent Keith Maupin, enlevé le 9 avril 2004, présumé mort (exécuté) en juin, considéré comme disparu par l'armée. Tom Fox, pacifiste, enlevé le 26 novembre 2005 et retrouvé mort le 9 mars 2006.
Également, des otages italiens ont été recensés dans ce pays. Fabrizio Quattrocchi, abattu d'une balle dans la tête le 14 avril 2004. Premier otage occidental assassiné. Ses trois autres compagnons (Umberto Cupertino, Maurizio Agliana et Salvatore Stefio) sont libérés le 8 juin 2004. Enzo Baldoni, journaliste, exécuté par l'Armée islamique en Irak le 27 août 2004. Simona Pari et Simona Torretta (it), âgées toutes deux de 29 ans, ont été enlevées le 7 septembre 2004 à Bagdad dans les bureaux de leur ONG, un pont pour Bagdad. Elles ont été libérées le 28 septembre 2004. Salvatore Santoro, homme d'affaires exécuté le 16 décembre 2004 par le Mouvement islamique des moudjahidine irakiens (futur membre fondateur du Front pour le djihad et la réforme (en)). Giuliana Sgrena, journaliste à Il Manifesto, enlevée le 4 février 2005 à Bagdad, à la sortie d'une mosquée où elle était allée interviewer des habitants de Falloujah. Le 16 février, la journaliste demande en larmes le retrait des troupes italiennes dans une vidéo. Elle est libérée le 4 mars alors que Nicola Calipari (en), membre du SISMI, est tué par des balles américaines à l'approche de l'aéroport de Bagdad à hauteur d'un barrage américain.
Des journalistes irakiens ont aussi été victimes d'enlèvement : Rim Zeid (23 ans) et Marouane Khazaal (25 ans), enlevés le 1er février 2006 et portés disparus depuis,.
Susanne Osthoff (en), 43 ans, archéologue allemande et son chauffeur ont été enlevés le 25 novembre 2005 dans la région de Ninive, dans le nord-ouest du pays. Dans leur message vidéo, les ravisseurs demandent à l'Allemagne de cesser toute collaboration avec le gouvernement irakien et menacent de tuer leurs deux otages. Ils ont été libérés par les ravisseurs le 18 décembre 2005.

### Otages en Afghanistan
Hervé Ghesquière et Stéphane Taponier, journalistes français, sont enlevés le 29 décembre 2009 et libérés le 29 juin 2011, après 547 jours de captivité.

### Otages dans les Territoires palestiniens
Alan Johnston, journaliste de la BBC à Gaza, fut enlevé par un groupe de terroristes palestiniens le 12 mars 2007 et fut libéré le 4 juillet. Guilad Shalit, soldat israélien, de nationalité franco-israélienne, a été capturé en territoire israélien le 25 juin 2006 à l'âge de 19 ans au sud de Gaza, par les Brigades Ezzedine Al-Qassam (branche armée du Hamas) et par le Comité de résistance populaire et « l'Armée de l'islam », un groupe créé à la fin de 2005 se réclamant du courant d'al-Qaida. Il fut libéré le 18 octobre 2011 en échange de 1 027 prisonniers palestiniens, après plus de cinq années de captivité retenu dans une cave à Gaza.

### Otages en Colombie
Environ 3 000 otages sont recensés en Colombie, classés en deux groupes : « les otages « financiers » – aux mains de divers groupes et libérables contre rançon –, en majorité écrasante et les otages « politiques » – aux mains des FARC et libérables contre un échange de prisonniers. »

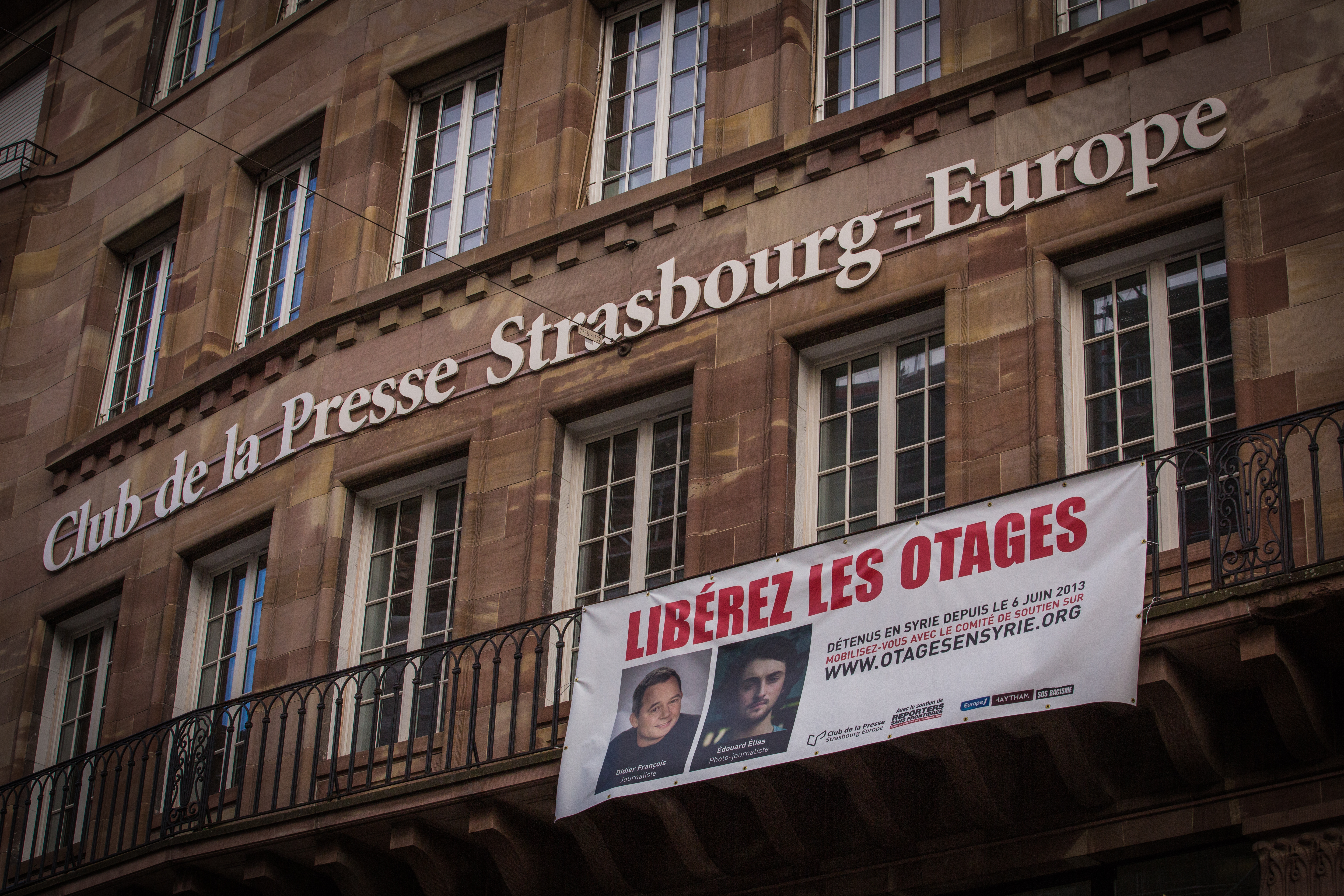
La façade du Club de la Presse de Strasbourg-Europe arborant un calicot « Libérez les otages », le 26 octobre 2013.

### Otages en Syrie
En Syrie, les journalistes sont devenus en 2012 la cible d’assassinats, de rapts et d’exactions de la part des djihadistes.
Le 10 août 2012, Yara Saleh, jeune femme reporter d’Al-Ikhbariya, est enlevée avec son équipe par un groupe salafiste de l'Armée syrienne libre (ASL) alors qu'ils couvrent la Bataille d'Al-tel. L'assistant cameraman est rapidement exécuté. L'armée syrienne parvient à les localiser et à les libérer sains et saufs le 16 août 2012.

## Otages célèbres

### Otages politiques ou institutionnels
- Le roi de France Jean II dit « le Bon », fait prisonnier après la défaite de Poitiers en 1356.
- Les fils de François Ier, en otage auprès de Charles Quint pour garantir l'exécution du Traité de Madrid (1526).
- La prise d'otages des Jeux olympiques de Munich en 1972.
- Les otages Françoise Claustre, Marc Combe et le Dr Christophe Staewenet, enlevés le 21 avril 1974 dans le massif du Tibesti au Tchad par des rebelles menés par Hissène Habré et Goukouni Weddeye. Françoise Claustre et son mari Pierre Claustre ne seront relâchés que le 31 janvier 1977.
- La crise des otages américains en Iran en 1979.
- Le journaliste Daniel Pearl, enlevé puis assassiné à Karachi au Pakistan le 30 janvier 2002.
- La femme politique colombo-française Íngrid Betancourt, enlevée par les FARC en 2002.

### Victimes de crimes «crapuleux»
On parle alors plutôt d'enlèvement.
- Le bébé de Charles et Anne Lindberg.
- Le baron Empain (Affaire Empain).
- La petite Mélodie Nakachian.

## Utilisation du terme en économie
Afin de garantir le « retour au pays » des travailleuses immigrées, le gouvernement des pays d'accueil impose parfois la présence d'enfant laissés au pays de départ.

## Bouclier humain
Au cours d'un conflit armé, les otages sont considérés comme des boucliers humains quand ils sont placés en avant des combattants de façon à mettre ceux-ci à l’abri, ou mis dans des convois militaires, trains, navires etc. et dans des lieux jugés stratégiques afin d'éviter leur attaque ou leur bombardement.
Une population est « prise en otage » quand des combattants sont dissimulés dans des zones civiles ; il s’agit là aussi de boucliers humains.
L'utilisation de boucliers humains dans un conflit armé est interdite par la quatrième Convention de Genève, le Protocole I, le Protocole II et le droit international humanitaire coutumier.

#### Témoignages
- Beck, Christophe & Martine, L´otage oublié : prisonnier des guérilleros en Colombie, Jean-Claude Gawsewitch Éditeur, 2009,  (ISBN 978-2-35013-166-5)
- Seurat, Marie, Les corbeaux d'Alep, Gallimard, 1988
- Delisle, Guy, S'enfuir. Récit d'un otage, 2016, Dargaud (BD)
- Fleutiaux, Brice, Otage en Tchétchénie, 2001, Robert Laffont
- Borghi, Pierre, 131 nuits otage des talibans – Kabul Rock Radio, 2014, First
- Collomp, Francis, L'évasion, 2015, XO
- Blais, Edith, Le sablier. Otage au Sahara pendant 450 jours, 2021, De l'Homme
- Fowler, Robert R., Ma saison en enfer. 130 jours de captivité aux mains d'Al-Qaïda, 2001, Quebec Amerique